# Giambattista della Porta

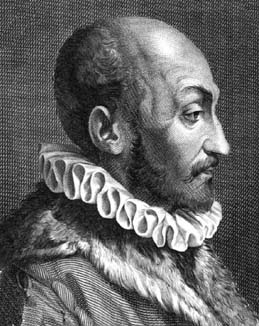
Giambattista della Porta

Giovan Battista della Porta (ur. 1535 w Vico Equense, zm. 4 lutego 1615 w Neapolu) – włoski intelektualista: lekarz, wynalazca, uczony i literat. Był jednym z najbardziej wszechstronnych ludzi swoich czasów. Zajmował się filozofią, fizyką, medycyną, botaniką, pod koniec życia także literaturą. 
Udoskonalił wynalazek camery obscura, pozostawił receptę maści przeciw czarownicom, założył w Neapolu 1560 towarzystwo dla badań przyrodniczych Academia Secretorum Naturae które zostało na polecenie papieża wkrótce rozwiązane, napisał podręcznik kryptologii De furtivis literarum notis (O ukrytym znaczeniu liter), wydał podręcznik sadownictwa Pomarium oraz uprawy drzew oliwnych Olivetum, w roku 1586 dzieło medyczne De humana physiognomia. To ostatnie dzieło sprowadziło na niego uwagę Inkwizycji, zdołał jednak uniknąć kary.
W ostatnich latach życia zajął się literaturą, jego komedia La Trappolaria ukazała się w roku 1596 w Bergamo.

## Dzieła
- 1558: Magiae naturalis sive de miraculis rerum naturalium (alchemia),
- 1563: De furtivis literarum notis (kryptologia),
- 1586: De humana physiognomia (medycyna),
- 1588: Phytognomica (botanika),
- 1592: Villae (agronomia),
- 1596: La Trappolaria (literatura),
- 1962: De telescopio (pośmiertnie).